# Dominique Rebourgeon
Dominique François Xavier Rebourgeon (* 28. Juni 1946 in Champforgeuil, Burgund, Frankreich; † 7. März 2023 in  Hechingen-Stetten) war ein in Deutschland lebender französischer Maler, Grafiker, Bühnenbildner, Restaurator, Kunsterzieher, Organist, Pianist und Komponist.

## Leben
Dominique Rebourgeon, Spross einer französischen Weinbauernfamilie aus dem Burgund, erhielt im Alter von fünf Jahren seinen ersten Klavierunterricht bei Pauline Offen, einer Schülerin von Édouard Commette. Von 1961 bis 1964 studierte er Kunst an der École des Beaux-Arts in Mâcon, dann an der École nationale supérieure des Beaux-Arts in Bourges, wo er mit dem Schwerpunkt auf Gemälderestaurierung abschloss. Dabei spezialisierte er sich auf die Restauration von romanischen und gotischen Fresken sowie Tafelbildern aus der Zeit der Reformation.
Als Straßenmaler in Paris seinen Lebensunterhalt bestreitend, war er von 1965 bis 1968 Privatschüler von Marcel Dupré. An den Orgeln von Meudon und St. Sulpice unterrichtete ihn Dupré in Improvisation.
Nach seinem Umzug nach Deutschland im Jahr 1968 wirkte er als Bühnenbildner, insbesondere für das Staatstheater Kassel und das Theater Konstanz, und studierte Komposition an der Staatlichen Hochschule für Musik Ruhr in Essen. In den 1970er und 1980er Jahren arbeitete er als Kunsterzieher am St.-Josef-Gymnasium in Bocholt. Improvisationskonzerte führten ihn regelmäßig durch Deutschland und Frankreich.
Später widmete er sich überwiegend dem Komponieren, unter anderem im Auftrag für das Ensemble der Südwestdeutschen Philharmonie Konstanz. Regelmäßig war er außerdem als Restaurator sowie freischaffender Grafiker und Maler tätig. In den 1980er Jahren schuf er das Altargemälde für die Hochmeisterkirche in Berlin-Halensee.
Mit seiner Frau lebte er zuletzt im ehemaligen Kloster Stetten. Im Jahr 2020 wurde bei ihm Krebs diagnostiziert.